# Fritz Mandl (Kameramann)
Fritz Mandl, auch Fred Mandel bzw. Fred Mandl (* 13. Juli 1908 in Köln, Deutschland; † 21. Februar 1985 in Culver City, Kalifornien, Vereinigte Staaten) war ein deutschamerikanischer Kameramann.

## Leben und Wirken
Mandl begann seine Karriere in Österreich an der Seite des erfahrenen Kollegen Hans Androschin. Anschließend fotografierte er Aufnahmen für die Wochenschau. Nach der Machtergreifung floh der Jude Mandl nach Spanien. Dort stand er unter dem leicht veränderten Namen Fred Mandel bei einigen Filmen hinter Kamera. Nach dem Ausbruch des Bürgerkrieges verließ Mandl 1936 das Land wieder und ließ sich kurz vor Jahresende in den USA nieder.
1940 wurde Mandl amerikanischer Staatsbürger, während des Zweiten Weltkriegs diente er als Kameramann dem United States Army Signal Corps. Beim amerikanischen Kinofilm konnte er als Chefkameramann kaum Fuß fassen, in den 50er Jahren fotografierte er jedoch als einfacher bzw. Second-Unit-Kameramann einige ambitionierte Hollywoodproduktionen wie Endstation Sehnsucht, Die Caine war ihr Schicksal sowie Stanley Kramers in Spanien gedrehtes Historienepos Stolz und Leidenschaft und William Wylers Großwestern Weites Land.
Seit 1962 war Fritz Mandl ein gefragter Kameramann populärer US-Fernsehserien, darunter Auf der Flucht, The Munsters und Daktari. 1970 kehrte er noch einmal zum Kinofilm zurück und dirigierte bei Russ Meyers Bestsellerverfilmung The Seven Minutes die Kamera.

## Filmografie
Kinofilme, wenn nicht anders angegeben
- 1928: Glück bei Frauen
- 1928: Der Traum eines österreichischen Reservisten
- 1934: Crisis mundial
- 1934: El negro que tenia alma blanca
- 1935: El cura de Aldea
- 1935: La hila del penal
- 1935: Paloma de mis amores (Filmdebüt des Flamencosängers Pepe Marchena)
- 1935: Rumbo al Cairo
- 1935: La verbena de la paloma
- 1936: Nuestra Natacha
- 1936: La reina mora
- 1940: Odio
- 1946: My Dog Shep
- 1947: Hot Heir (Kurzfilm)
- 1962: Checkmate (TV-Serie)
- 1962: Erwachsen müsste man sein (TV-Serie)
- 1963: St. Dominik und seine Schäfchen (TV-Serie)
- 1963/64: Auf der Flucht (TV-Serie)
- 1964/65: The Munsters (TV-Serie)
- 1965/66: Der Mann ohne Namen (TV-Serie)
- 1966–68: Daktari (TV-Serie)
- 1970: The Seven Minutes
- 1973: Tom Sawyer (Fernsehfilm)
- 1973: In der Falle - Angriff der Killerhunde (Fernsehfilm)
- 1977: Keeper of the Wild (eine Folge der TV-Serie)